# Perspective
Perspective is het veertiende muziekalbum van Amerikaanse band America. Inmiddels bestaat America dan nog maar uit twee personen: Dewey Bunnell en Gerry Beckley. Het album kwam als LP uit bij EMI Capitol.

## Musici
Bunnell en Beckley (GB) hebben een heel arsenaal aan studiomusici uitgenodigd, die per compositie hun partij inspelen; bekendste zijn Michael Boddicker op synthesizer een Dean Parks op gitaar. Het album is opgenomen in drie verschillende studios en kent ook drie producers : Matthew McCauley, Richie Zito en Richard James Burgess, waarvan de eerste twee ook meespelen.

## Composities
1. We got all night (S. Shifrin - T. Britten)
2. See how the love goes (S. Shifrin - T. Britten)
3. Can't fall asleep to a lullaby (DB - Steve Perry - Mill Mumy - Robert Raimer)
4. Special girl ((E. Schwarz - D. Tyson)
5. 5th Avenue (GB)
6. (It's like you) never left at all (Randy Goodrum)
7. Stereo (GB- Jimmy Webb)
8. Lady with a bluebird (DB - Bill Mumy - Robert Raimer)
9. Cinderella (J. Kimball - D. Vidal)
10. Unconditional love (GB)
11. Fallin' off the world (DB - Bill Mumy)